# Психофармакологический делирий
Психофармакологический делирий — развитие делириозной симптоматики при применении психофармакологических средств (как правило, нейролептиков и антидепрессантов с выраженным холинолитическим эффектом), обычно в высоких дозах, а также в случаях их передозировки. Психофармакологический делирий могут вызвать, в частности, такие препараты, как аминазин, димедрол, тиоридазин, амитриптилин, имипрамин, резерпин.
У пациентов с церебральной органической недостаточностью, сосудистой патологией и у лиц пожилого и старческого возраста делирий может возникать и при использовании препаратов в среднетерапевтических дозах. Даже однократное назначение препарата с холинолитическим эффектом может вызвать у таких больных делирий.
К увеличению риска психофармакологического делирия приводит также сочетание антидепрессантов с нейролептиками и антихолинергическими корректорами, приводящее к взаимному потенцированию действия препаратов, усилению их центральных и периферических холинолитических эффектов.

## Эпидемиология
Развитие делириозных состояний на фоне психофармакотерапии у пациентов с психическими расстройствами  отмечалось с самого начала применения психотропных препаратов по мере их широкого внедрения в клиническую практику. В конце 1950-х — начале 1960-х годов в публикациях были отмечены делириозные состояния при применении резерпина, аминазина и имипрамина. Оценить частоту возникновения психофармакологического делирия у пациентов с различной формой психической патологии трудно, так как публикации на эту тему чаще всего представляют собой описание отдельных случаев.
По данным ряда исследований, развитие делирия наблюдалось в 1,1—3,8% случаев при терапии хлорпромазином и его сочетании с циклодолом. Частота этого осложнения резко возрастала как в инволюционном и старческом возрасте, так и в детском и подростковом. Отмечались случаи развития делирия на фоне лечения высокими дозами бензодиазепинов.

## Клинические проявления
Вначале могут развиваться тревога, суетливость, расстройства сна. Психофармакологический делирий, развивающийся вследствие применения типичных нейролептиков, может начинаться выраженными экстрапирамидными расстройствами: паркинсонизмом, акатизией и тремором, особенно выраженными при применении трифтазина. Стадия двигательных нарушений длится 1—3 суток с сохранением вначале ясного сознания; к концу 1—2 суток возникают бессонница, сухость слизистых оболочек, выраженная потливость, тахикардия, колебания артериального давления.
При лечении антидепрессантами экстрапирамидные нарушения отсутствуют, осложнение начинается с вегетативных расстройств. Делириозные явления наблюдаются в виде кратковременных эпизодов, обычно при пробуждении и засыпании, в виде серии более продолжительных эпизодов спутанности, возникающих на протяжении нескольких дней в вечернее и ночное время, и в виде выраженного делирия. У большинства пациентов делириозные переживания сначала возникают в виде кратких состояний изменённого сознания, связанных по времени с пробуждением (реже засыпанием), сопровождающихся наплывом зрительных или слуховых галлюцинаций и растерянностью, тревожностью, суетливостью. Изменение сознания неглубокое; как правило, сохраняется формальная ориентировка в окружающем. Через некоторое время после пробуждения это состояние исчезает, и устанавливается критическое отношение к пережитому, амнезии не отмечается. В течение дня поведение пациентов упорядоченное, но наблюдаются некоторая растерянность и несобранность. К вечеру снова развивается спутанность, которая иногда перерастает в более длительное делириозное состояние.
Развёрнутый период характеризуется массивностью переживаний и более быстрым темпом их развития, дезориентировкой во времени и месте, нарастанием тревоги, психомоторного возбуждения и в целом напоминает проявления алкогольного делирия. Пациенты возбуждены, временами ощущают страх, лезут под кровать или стремятся бежать. Характерны сценоподобные зрительные или слуховые галлюцинации — чаще всего обыденного содержания, но нередко сочетающиеся в причудливых формах. Особенно яркие и пластичные зрительные галлюцинации возникают при делирии, вызванном приёмом антидепрессантов. Могут иметь место также состояния конфабуляторной спутанности или наплывы ярких, образных и причудливо сочетающихся воспоминаний. Порой наблюдаются тактильные галлюцинации.
Могут наблюдаться и такие проявления, как ортостатический коллапс, нарушения аккомодации, сухость кожи, гипертермия, жажда, задержка мочи и стула, покраснение кожи, мидриаз, отсутствие реакции зрачков на свет.
Делирий исчезает только после полной отмены препаратов. Восстанавливается сон, резко исчезают или уменьшаются экстрапирамидные расстройства (у части пациентов они наблюдаются ещё несколько дней). Отмечается неполная амнезия болезненных переживаний, о части из них пациенты могут сообщать уже после исчезновения делирия. У некоторых пациентов наступает полная или частичная ремиссия основного заболевания, для лечения которого применялись психофармакологические средства.

## Лечение
Необходима полная отмена антидепрессантов, нейролептиков и антихолинергических корректоров; снижение доз, даже значительное, не приводит к исчезновению делириозной симптоматики. Внутривенно капельно назначают раствор глюкозы, физиологический раствор, гемодез. Назначаются ноотропы (пирацетам), витамины B1, B6, витамин C внутримышечно, сульфат магния внутривенно. Центральные холинолитические эффекты купируются применением раствора физостигмина или раствора галантамина подкожно, периферические — применением раствора прозерина.
При резком снижении артериального давления и коллапсе назначаются внутривенно капельно раствор полиглюкина, раствор кофеина в сочетании с раствором глюкозы внутривенно, кордиамин подкожно или внутримышечно. Для борьбы с отёком мозга назначаются синтетические глюкокортикоиды: преднизолон внутримышечно или внутривенно либо дексаметазон внутримышечно или внутривенно. При патологии печени в схему лечения включают гепатопротекторы: адеметионин внутривенно, фосфолипиды внутривенно, метадоксил внутримышечно, внутривенно.
Применять симпатомиметики прямого действия (норадреналин, адреналин, мезатон) для повышения артериального давления не рекомендуется, так как трициклические антидепрессанты, вследствие приёма которых может развиться психофармакологический делирий, в 2—10 раз увеличивают прессорный эффект парентерально вводимых симпатомиметиков прямого действия и могут вызвать гипертонический криз, сопровождающийся потливостью, сильной головной болью.

## Прогноз
Психофармакологический делирий при своевременной отмене препаратов и адекватном лечении разрешается, как правило, без последствий. В ряде случаев после купирования делирия наблюдаются астения, психоорганический синдром, вегетососудистая неустойчивость.

## Профилактика
Для профилактики при назначении психотропных средств необходимо учитывать факторы, предрасполагающие к развитию психофармакологического делирия: органическая и сосудистая патология мозга, пожилой и старческий возраст, совместное назначение препаратов, обладающих центральной и периферической антихолинергической активностью. Следует избегать назначения пациентам с церебральной органической недостаточностью, лицам пожилого и старческого возраста препаратов с выраженным антихолинергическим действием, а также высоких доз бензодиазепинов, поскольку бензодиазепины обладают делириогенной активностью.
Следует также избегать применения неоправданно высоких доз препаратов (например, при лечении амитриптилином риск делирия повышается при концентрации в крови 300 нг/мл и весьма значителен при концентрации в крови выше 450 нг/мл).